# Kavisha Dilhari
Welikonthage Kavisha Dilhari (* 24. Januar 2001 in Rathgama, Sri Lanka) ist eine sri-lankische Cricketspielerin, die seit 2018 für die sri-lankische Nationalmannschaft spielt.

## Aktive Karriere
Ihr Debüt im WODI-Cricket in der Nationalmannschaft gab sie bei der Tour gegen Pakistan im März 2018. Ihr Debüt im internationalen WTwenty20-Cricket folgte im September 2018 bei der Tour gegen Indien. Beim ICC Women’s World Twenty20 2018 absolvierte sie ein Spiel. Beim ICC Women’s T20 World Cup 2020 war ihre beste Leistung 25* Runs gegen Indien. Im Sommer 2022 verpasste sie zwei Mal knapp, in Pakistan mit 49* Runs im ersten WODI und gegen Indien mit 47* Runs ersten im WTwenty20 ihr erstes Half-Century. Als Teil des sri-lankischen Teams bei den Commonwealth Games 2022 und ICC Women’s T20 World Cup 2023 konnte sie jeweils nicht herausstechen.